# Rue Paul-Delmet
La rue Paul-Delmet est une voie du 15e arrondissement de Paris, en France.

## Situation et accès
La rue Paul-Delmet est une voie publique située dans le 15e arrondissement de Paris. Elle débute au 13, rue Vaugelas et se termine au 64, rue Olivier-de-Serres.

## Origine du nom
La rue a été nommée en l'honneur de Paul Delmet (1862-1904), chanteur et compositeur français.

## Historique
La voie est ouverte en 1906 et prend sa dénomination actuelle l'année suivante.